# Florești (okręg Sybin)
Florești – wieś w Rumunii, w okręgu Sybin, w gminie Laslea. W 2011 roku liczyła 157 mieszkańców.